# حقوق الإنسان في الصين
تعتبر حقوق الإنسان في الصين موضوعاً مثيراً للجدل، خصوصاً عندما يتم التحدث عن حقوق الإنسان الأساسية والتي تقوم لجنة حقوق الإنسان التابعة للأمم المتحدة بمراجعتها بشكل دوري. تزعم السلطة في جمهورية الصين الشعبية أن السياسات المتّبعة حالياً كافية لتجنب انتهاك حقوق الإنسان، ولكن بعض الدول مثل أمريكا وكندا بالإضافة لبعض المنظمات غير الحكومية الدولية مثل منظمة حقوق الإنسان في الصين ومنظمة العفو الدولية وبعض المواطنين والمعارضين يذكرون أن السلطات في الصين تقوم بانتهاكات عديدة لحقوق الإنسان حيث تحدثت الأخبار عن حدوث حالات اعتقال لمئات الأشخاص أثناء بعض الحملات المعارضة.
تقدم المنظمات غير الحكومية أدلة على أن جمهورية الصين الشعبية تنتهك حرية التعبير والحركة والدين لمواطنيها ومن يخضعون لحكمها القضائي. تعتقد السلطة في الصين بأنها لا تنتهك حقوق الإنسان، بالرغم من أنها تضع معاييراً خاصة بها تقوم على أن المواطن سيحصل على كامل حقوقه الاقتصادية والاجتماعية والسياسية ولكن بشرط عدم تعدّيه على أحد «المبادئ الأربعة الرئيسية» والتي يعتبر انتهاكها سبب قانوني للاعتقال، يسمح لمن يلتزم بهذا الأمر بأن يمارس جميع حقوقه المدنية التي تتبع للجنسية الصينية بشرط عدم انتهاكه قوانين جمهورية الصين الشعبية بأية طريقة أخرى.
تحدثت العديد من جمعيات حقوق الإنسان عن قضايا حقوق الإنسان في الصين بما في ذلك عقوبة الإعدام وسياسة الطفل الواحد (والتي تم إلغاءها في 2015) والوضع القانوني والسياسي للتبت وإهمال حرية الصحافة وعدم وجود سلطة قضائية مستقلة بالإضافة للنقص الشديد في حقوق العمال ولا سيما المهاجرين منهم فضلاً عن الافتقار للحرية الدينية حيث تحدثت الجمعيات عن حدوث حالات قمع للمسيحيين والبوذيين والمسلمين وجماعات فالون جونج الدينية وغيرهم.
تحدث تقرير منظمة العفو الدولية الصادر في 2016\2017 عن مواصلة الحكومة صياغة وسنّ سلسلة من قوانين الأمن القومي الجديدة والتي شكلت تهديداً خطيراً لحقوق الإنسان حيث طالت بعض الحملات التي شنّتها الحكومة المحامين والنشطاء في مجال حقوق الإنسان على مدار العام وتعرضوا للمضايقة وتقييد الحرية والترهيب ووصل الأمر لحد الاعتقال والسجن.

## النظام القانوني
تحرك الحزب الشيوعي الصيني وتولى مقاليد الحكم رسمياً منذ الإصلاحات التي تمّت في أواخر السبعينيات وفي ثمانينيات القرن الماضي، وقام بإنشاء نظام قضائي حديث أكد فيه على مفهوم «سيادة القانون» في الدستور وبدأ حملات ترويجية لفكرة أن المواطنين يتمتّعون بالحماية القانونية، ومع ذلك كان يوجد تناقض جوهري في الدستور حيث أصر الحزب الشيوعي على أن سلطته تحل محل سلطة القانون، وهكذا كرّس الدستور حكم القانون ولكنه في نفس الوقت شدّد على مبدأ أن «قيادة الحزب الشيوعي» لها أفضلية على القانون.
يواجه القضاة ضغوطاً سياسية في كثير من الحالات حيث أن السلطة القضائية ليست مستقلة عن الحزب الشيوعي وبهذه الطريقة يسيطر الحزب الشيوعي الصيني على القضاء بشكل فعال من خلال نفوذه، بالتالي أنتجت هذه السيطرة نظاماً يوصف بأنه لا يخضع لسيطرة القانون، بل لسيطرة الحزب الشيوعي. مع أن الحكومة الصينية تمنع الأجانب من الاطلاع على نظام وسجلات العقوبات، إلا أن الخبراء الأجانب قاموا في عام 2000 بعمل إحصائية تقديرية توصّلوا من خلالها إلى أنه يوجد ما بين 1.5-4 ملايين شخص في السجن.

## الحريّات المدنية

### حرية التعبير
على الرغم من أن الدستور الذي قرّر عام 1982 يضمن حرية التعبير ولكن غالباً ما يتم استخدام بنود مثل «تخريب سلطة الدولة» أو «حماية أسرار الدولة» في النظام القانوني للحكم بالسجن على من ينتقد الحكومة.
وعدت الحكومة خلال أولومبياد 2008 والتي أقيمت في الصين بإصدار تصاريح تسمح لمن يرغب بالقيام بالاحتجاج بأن يقوم به بأماكن مخصصة لذلك، ولكنها نكثت بوعدها ونقضت أغلب الاحتجاجات واحجزت بعض الذين قاموا بها. يخضع الإنترنت أيضاً لرقابة كبيرة من الحزب الشيوعي والذي يمنع ويحجب تحت بند «تهديد أمن الدولة» أي موقع أو موضوع قد يسيء له، تحظر القوانين في الصين أي محتوى يتضمن الدعوة لانفصال أي جزء من أراضيها، أو أي تحدي علني لهيمنة الحزب الشيوعي الصيني على الحكومة.
تعرضت محركات البحث على الإنترنت بما فيها بينغ وياهوو وجوجل لانتقادات كبيرة بسبب مساعدتها في هذه الممارسات، وكان النصيب الأكبر من الانتقادات موجهاً لشركة ياهوو والتي صرّحت أنها لن تحمي خصوصية وسرية عملاءها الصينيين ولن تمنعها عن السلطات.

### حرية الصحافة
تطال الانتقادات الحزب الشيوعي الصيني بسبب فشله في الوفاء بوعوده بشأن حرية الصحافة ووسائل الإعلام، حيث صنّفت «فريدوم هاوس» الصين في استطلاعها السنوي حول حرية الصحافة في عام 2014 كدولة «لا يوجد بها حرية» حيث يقال بأن وسائل الإعلام التابعة للجمهورية مسيطر عليها من قبل قسم الدعاية للحزب الشيوعي.
تم القبض على جون راي مراسل تلفزيون «آي تي في» أثناء تغطيته لاحتجاج «التبت الحرة»، أدى هذا لطرح أحد الصحفيين تساؤلاً أثناء الاحتجاجات التي حدثت قبل أشهر من استضافة الصين لأولومبياد بكين 2008 حيث قال:«إذا لم يسمح للصحفيين الصينيين بالإبلاغ حتى عن المشكلات التي تحدث في التبت، فكيف سيتمكن الصحفيون الأجانب من معرفة المنظور الصيني عن الأحداث». ضغطت المفوضة السامية لحقوق الإنسان على الحكومة الصينية في عام 2012 من أجل رفع القيود المفروضة على وسائل الإعلام والسماح للمراقبين المستقلين بزيارة وتقييم الأوضاع في التبت إلا أن الحكومة الصينية لم تغير موقفها ولم تسمح لهم بذلك.

### حرية الإنترنت
هناك أكثر من ستين بند لقوانين الإنترنت في الصين والتي تعمل على مراقبة المنشورات والمواقع التي يتم تصفحها، يتم تطبيق هذه السياسة من قبل مشغلي خدمات الإنترنت والمؤسسات المملوكة للدولة. لاحظت منظمة العفو الدولية أن الصين لديها أكبر عدد مسجل في العالم لصحفيين ومعارضين مسجونين.

### حرية التنقل
صنّف الحزب الشيوعي بعد وصوله للسلطة في أواخر الأربعينيات من القرن الماضي العمال على أنهم إما ريفيون أو مدنيّون، يتعين على العامل في هذا النظام عندما يسعى للانتقال من الريف لمنطقة حضرية للقيام بعمل غير زراعي أن يتقدم بطلب رسمي للمؤسسات البيروقراطية المعنيّة بالموضوع، ورغم ذلك بقيت تحوم الشكوك حول مدى تطبيق النظام بدقة، حيث أن الأشخاص الذين عملوا خارج منطقة تسجيلهم لم يتمكنوا من الحصول على حصص الحبوب أو السكن أو الرعاية الصحية وواجهوا صعوبات في التعليم والتوظيف والزواج وغيرها من مجالات الحياة.
ذكرت صحيفة واشنطن تايمز في عام 2000 أنه على الرغم من لعب العمال المهاجرين دوراً رئيسياً في نشر الثروة في القرى الصينية إلا أنهم يعاملون كمواطنين من الدرجة الثانية، ووصفت النظام التمييزي بأنه يشبه «الفصل العنصري».
تم اقتراح إلغاء هذه السياسة في 11 مقاطعة بعد الحادثة التي حصلت في عام 2003 حيث توفي مهاجر متعلم وجامعي في مقاطعة غوانغدونغ، وتم تغيير القانون من أجل منع القيام بالاعتقالات للمهاجرين من دون محاكمة.

### حرية إنشاء الجمعيات
لا تسمح الصين بحرية تكوين الجمعيات بشكل عام، ولا يسمح على وجه الخصوص بحرية اختيار العضوية النقابية أو الحزب السياسي وهذا ما يخالف المبدأ 20 و23 من مبادئ الإعلان العالمي لحقوق الإنسان والذي ينص على أنه لكل عامل الحق في الانضمام لجمعية من اختياره لتقوم بتمثيل مصالحه ضد صاحب العمل.
يحتكر الحزب الشيوعي الصيني النشاط السياسي المنظم في الصين، بالتالي لا توجد أيّة إمكانية لحدوث منافسة انتخابية حقيقية، لا على مستوى الحكومة ولا داخل الحزب نفسه، وهذا الأمر ينتهك المادة 21 من الإعلان العالمي لحقوق الإنسان والتي تنص على أنه«لكل شخص الحق في المشاركة في حكومة بلده إما بشكل مباشر أو من خلال ممثلين يقوم باختيارهم بحرية».
بالرغم من أن الدستور الذي قرّر في عام 1982 ينص على أنه للمواطن الصيني كامل الحق في الانتماء لأي دين وكذلك الحق في الامتناع عن القيام بذلك، إلا أن الحكومة اضطهدت ونهبت العديد من المباني الدينية ودمّرتها أيضاً ومنذ ذلك الحين وهناك جهود حثيثة لإصلاح وحماية المواقع الدينية والتاريخية والثقافية.
انتقدت وزارة الخارجية الأمريكية الصين في تقرير الحرية الدينية الدولية لعام 2013 حيث ذكرت في تقريرها: لم تحترم الحكومة الصينية الحقوق الدينية لمواطنيها ولم تفِ بالتزاماتها الدولية في مجال حقوق الإنسان حيث قامت بمضايقة وحبس واعتقال عدد من الأتباع الدينيين بسبب أنشطة ذُكر بأنها مرتبطة بمعتقداتهم وممارساتهم الدينية والتي شملت التجمع للعبادة الدينية والتعبير عن المعتقدات الدينية ونشر النصوص الدينية في كلا القطاعين العام والخاص، وانتقدت أيضاً حدوث حالات من الإيذاء الجسدي والتعذيب في السجن حسب بعض التقارير.
يُطلب من أعضاء الحزب الشيوعي أن يكونوا ملحدين بشكل رسمي ولكن هذه القاعدة لا تُنفذ بحذافيرها حيث ينخرط العديد من أعضاء الحزب في أنشطة دينية.